# Вельо Горанов
Вельо Стоянов Горанов (Ваятеля) е български актьор, един от най-известните мимове в България.

## Биография
Роден е на 22 януари 1946 г. в Стара Загора. Учи актьорско майсторство за драматичен театър в класа на Боян Дановски във ВИТИЗ „Кръстьо Сарафов“, завършва през 1971 г.
Играе в Драматично-куклен театър „Иван Радоев“ Плевен, Театър „София“ и Театър „Сълза и смях“.
Един от създателите на студио „Пантомима“ през 1976 г., заедно с Пейо Пантелеев и Милчо Милчев. През 1988 г. основава театър „Движение“, на който става и ръководител. Театърът е закрит през 1994. Изнася свои спектакли, сред които „Един мим разказва“, „Швейк“ и „Дон Жуан“.
Преподавател в НАТФИЗ.
Участва в известни български игрални филми като „...И дойде денят“ (1973), „Авантаж“ (1977), „Всеки ден, всяка нощ“ (1978), „Колкото синапено зърно“ (1980), „24 часа дъжд“ (1982), както и в серийния филм „Фильо и Макензен“ (1979).
Жени се за актрисата Венета Зюмбюлева, но двамата се развеждат. Имат две дъщери – Рада Горанова и журналистката Калина Горанова. По-късно се жени за Боряна Горанова, костюмограф.
Вельо Горанов умира на 74 години на 25 декември 2020 г. в София.

## Награди и отличия
- Заслужил артист.

## Театрални роли
- „Любов под брястовете“ (Юджийн О'Нийл) – Иъбн
- „Момиче без зестра“ (Александър Островски) – Робинзон
- „Ще умрем днес, ще умрем утре“ (Кольо Георгиев) – Иван Сербезов

Пантомими спектакли
- „Един мим разказва“ (моноспектакъл)
- „Болеро“
- „Швейк“

## Телевизионен театър
- „Харолд и Мод“ (1977) (по пиесата на Колин Хигинс, реж. Хачо Бояджиев) – свещеникът

## Филмография
| Година      | Филми и сериали                                     | Серии | Копродукции               | Роля                                                  |
| ----------- | --------------------------------------------------- | ----- | ------------------------- | ----------------------------------------------------- |
| 2018        | Легенда за тракийското съкровище (рок опера)        |       |                           | пантомима                                             |
| 2014        | На границата (тв сериал)                            | 6     |                           | Живко (в 1 серия: IV)                                 |
| 1991        | Онова нещо                                          |       |                           | доктора от лудницата                                  |
| 1987        | Пет жени на фона на морето                          |       | България/Полша            | конспиратор                                           |
| 1986        | Денят на владетелите                                | 2     |                           | Ескач, Велик боил и предател                          |
| 1985        | Пътят на музикантите                                |       |                           |                                                       |
| 1985        | Похищение (Porwanie)                                |       | Полша/България            | Роже, циркаджия                                       |
| 1985        | Константин Философ                                  | 2     |                           | монах Вергавий                                        |
| 1984        | Мечтание съм аз... (тв)                             |       |                           |                                                       |
| 1984        | Кутията на Пандора (тв)                             |       |                           | капитан Джеров, помощникът на Мурдаров                |
| 1983        | Голямата игра (Большая игра) (тв сериал)            |       | СССР/България             | адвокат Феручи                                        |
| 1983        | Семейство Карастоянови („Карастояновы“) (тв сериал) | 4     | СССР/България             | поручика                                              |
| 1983        | Константин Философ (тв сериал)                      | 6     |                           | монах Вергавий                                        |
| 1983        | Мярка за неотклонение                               |       |                           | Комара                                                |
| 1982        | 24 часа дъжд                                        |       |                           | Фуджияма                                              |
| 1982        | Предупреждението (Die Mahnung)                      |       | СССР/България/ГДР/Унгария | комик                                                 |
| 1982        | Среща на силите                                     |       |                           |                                                       |
| 1981        | Бал на самотните                                    |       |                           | любовник                                              |
| 1980        | Уони                                                |       |                           |                                                       |
| 1980        | Колкото синапено зърно                              |       |                           | д-р Пейчев                                            |
| 1979        | Бумеранг                                            |       |                           | тв журналист                                          |
| 1979        | Фильо и Макензен (тв сериал)                        | 7     |                           | адвокатът на Калчо Димитров Янков – Калъча            |
| 1979        | Ленко                                               | 2     |                           | офицер                                                |
| 1978        | Всеки ден, всяка нощ                                |       |                           | старши лейтенант Дачев                                |
| 1977        | Бой последен                                        |       |                           | Жежкото                                               |
| 1977        | Авантаж                                             |       |                           | Паликамара                                            |
| 1977        | Барутен буквар (филм)                               |       |                           | капитанът                                             |
| 1976        | Реквием за една мръсница (тв сериал)                | 2     |                           | крадецът Фантомас (в I серия: „Синята безпределност“) |
| 1976 – 1980 | Записки по българските въстания (тв сериал)         | 13    |                           | Соколов (в VIII серия)                                |
| 1976        | Апостолите                                          | 2     |                           | Соколов                                               |
| 1975        | Сладко и горчиво                                    |       |                           | турския шофьор на тира-контрабандист                  |
| 1975        | Началото на деня                                    |       |                           | Маринчо                                               |
| 1973        | ...И дойде денят                                    |       |                           | полицай                                               |
| 1973        | Нона                                                |       |                           | Йови, по-малкият брат на Гърдю                        |
| 1970        | Черните ангели                                      | 2     |                           | адютантът на Луков                                    |